# لوچینه
لوچینه (به لاتین: Luciny) یک روستا در لهستان است که در گمینا شرم واقع شده‌است. لوچینه ۲۸۰ نفر جمعیت دارد و ۸۰ متر بالاتر از سطح دریا واقع شده‌است.